# Casa consistorial de Sant Mateu
La Casa consistorial de Sant Mateu, al Baix Maestrat, és un palau entre mitgeres construït a mitjan segle xv per a seu de la Cort, sent conegut com a Cort Nova, típic exemple del gòtic civil valencià.
Aquest palau compta amb una àmplia façana de carreus, amb quatre finestres en la planta noble dividides per trencallums. El conjunt de les portes de la façana ha sofert moltes transformacions. L'interior ha sofert també nombroses transformacions i rehabilitacions. Destaca el Saló de Plens, amb bigam de fusta i finestres al carreró dels Jueus, sent una d'elles d'arc trilobulat.